# Rongtön Shecha Kunrig
| Tibetische Bezeichnung                                                                                        |
| --- |
| Wylie-Transliteration: rong ston shes bya kun rig; rong ston shākya rgyal mtshan; rong ston smra ba'i seng ge |
| Chinesische Bezeichnung                                                                                       |
| Vereinfacht: 绒敦•马威僧格; 绒敦·释迦坚赞; 绒顿•西恰贡日                                                      |
| Pinyin:Rongdun Mawei Sengge; Rongdun Shijia Jianzan; Rongdun Xiqia Gongri                                     |

Rongtön Shecha Kunrig (tib. rong ston shes bya kun rig; geb. 1367; gest. 1449) alias Rongtön Shakya Gyeltshen (rong ston shākya rgyal mtshan) oder Rongtön Mawe Sengge (rong ston smra ba'i seng ge) war ein bedeutender geistlicher Würdenträger der Sakya-Schule des tibetischen Buddhismus. Er gilt als Inkarnation Maitreyas. Er war Schüler von Yagthrug Sangye Pel (g.yag phrug sangs rgyas dpal; 1350–1414) bzw. kurz Yagthrug. Zu Rongtön Shecha Kunrigs Schülern zählen Shakya Chogden und Gorampa Sönam Sengge.
1435 gründete er im Norden von Lhasa im Phenpo (’phan po)-Gebiet das Kloster Nalendra (na len dra dgon pa), eines der bedeutendsten Klöster der Sakya-Schule.